# Bolearka, Jîtomîr
Bolearka (în ucraineană Болярка) este un sat în comuna Vasîlivka din raionul Jîtomîr, regiunea Jîtomîr, Ucraina.

## Demografie
Componența lingvistică a localității Bolearka
     Ucraineană (99,31%)
     Alte limbi (0,69%)
Conform recensământului din 2001, majoritatea populației localității Bolearka era vorbitoare de ucraineană (99,31%), existând în minoritate și vorbitori de alte limbi.